# Saint-Génard

Saint-Génard este o comună în departamentul Deux-Sèvres, Franța. În 2009 avea o populație de 350 de locuitori.